# جورجيا ألين
جورجيا ألين (بالإنجليزية: Georgia Allen)‏ هي مُدرسة وممثلة أمريكية، ولدت في 12 مايو 1919 في كليفلاند في الولايات المتحدة، وتوفيت في 11 يناير 2014 في أتلانتا في الولايات المتحدة.

## وصلات خارجية
- جورجيا ألين على موقع IMDb (الإنجليزية)
- جورجيا ألين على موقع قاعدة بيانات الفيلم (الإنجليزية)